# NGC 3977
NGC 3977 = NGC 3980 ist eine Spiralgalaxie vom Hubble-Typ Sab im Sternbild Großer Bär am Nordsternhimmel. Sie ist schätzungsweise 263 Mio. Lichtjahre von der Milchstraße entfernt und hat einen Durchmesser von etwa 115.000 Lj.

Im selben Himmelsareal befinden sich u. a. die Galaxien NGC 3972, NGC 3982, NGC 3990, NGC 3998.
Das Objekt wurde  am 14. April 1789 von dem deutsch-britischen Astronomen Wilhelm Herschel entdeckt.